# Enrique Brichetto
Enrique Brichetto (ur. ? – zm. ?) – argentyński piłkarz, grający podczas kariery na pozycji napastnika.

## Kariera klubowa
Enrique Brichetto podczas piłkarskiej kariery występował w Boca Juniors. Z Boca Juniors dwukrotnie zdobył mistrzostwo Argentyny w 1919 i 1920.

## Kariera reprezentacyjna
Jedyny raz w reprezentacji Argentyny Brichetto wystąpił 18 maja 1919 w przegranym 1-3 meczu z Brazylią, podczas Mistrzostw Ameryki Południowej.